# تسع حيوات
تسع حيوات (بالإنجليزية: Nine Lives)‏ هو فيلم كوميدي لعام 2016 من إخراج باري سونيدفيلد ، وكتبه جوين لوري ، ومات آر ألين ، وكالب ويلسون ، ودان أنتونيازي ، وبن شيفرين ، وبطولة كيفين سبيسي ، وجينيفر غارنر ، وروبي أميل ، وشيريل هاينز ، ومالينا ويسمان ، وكريستوفر واكن.

## قصة
توم براند (كيفين سبيسي) رجل أعمال قوي ومتعجرف مهووس بفكرة بناء أكبر ناطحة سحاب في أمريكا الشمالية. تكمن المشكلة في أن مشروعه الحالي ، قيد الإنشاء في نيويورك ، يتنافس مع مبنى في شيكاغو ، يمكنه استقبال هوائي على السطح فقط للتغلب على الخلاف. في الوقت نفسه ، يحتاج توم إلى شراء هدية لابنته ، ريبيكا (مالينا ويسمان) ، مع اقتراب عيد ميلادها. طلبت الفتاة قطة لسنوات ، لكن توم يرفض شرائها لأنه يكره الحيوان. دون العثور على بديل آخر ، ينتهي به الأمر بالذهاب إلى المتجر الغريب لـ فيليكس بيركنز (كريستوفر واكن) ، ساحر القطط الذي يبيعه السيد فوربال. ومع ذلك ، يتسبب نزاع داخل شركته الخاصة في تعرض توم لحادث ونقل ضميره فجأة إلى القط الذي تم شراؤه حديثًا.

## التقييم
تلقى الفيلم نسبة تأييد 14% من المراجعات على موقع الطماطم الفاسدة بنائاً على 72 مراجعة نقدية، مع متوسط تقييم 10/2.9. على ميتاكريتيك حصل الفيلم على متوسط تقييم 100/11 بناءً على 16 مراجعة، مشيرا إلى ردود فعل متباينة أو متوسطة.

## الميزانية والإيرادات
بلغت تكلفة إنتاج الفيلم حوالي 30 مليون دولار بينما حقق أرباحاً تقدر بـ 57,814,445 دولار.

## وصلات خارجية
- تسع حيوات على موقع IMDb (الإنجليزية)
- تسع حيوات على موقع ميتاكريتيك (الإنجليزية)
- تسع حيوات على موقع روتن توميتوز (الإنجليزية)
- تسع حيوات على موقع نتفليكس (الإنجليزية)
- تسع حيوات على موقع قاعدة بيانات الأفلام العربية
- تسع حيوات على موقع ألو سيني (الفرنسية)
- تسع حيوات على موقع Turner Classic Movies (الإنجليزية)
- تسع حيوات على موقع أول موفي (الإنجليزية)
- تسع حيوات على موقع بوكس أوفيس موجو (الإنجليزية)
- تسع حيوات على موقع فيلمافينيتي (الإسبانية)